# Lijst van grietmannen van De Kampen
Dit is een lijst van grietmannen van de voormalige Nederlandse grietenij De Kampen in de provincie Groningen, die bestaan heeft tot 1803.
| Ambtsperiode | Naam grietman                        | Leven     | Bijzonderheden                                                                                        |
| ------------ | ------------------------------------ | --------- | --- |
| 1722         | jonker Johan Cornelius Schatter      |           | hoofdeling, grietman van Humsterland en De Kampen                                                     |
| 1724         | Menso Alting                         |           | |
| 1724 - 1736  | Johan Berghuys                       |           | geconstitueerd grietman                                                                               |
| 1750 - 1773  | dr. Regnerus Tjaarda Nauta           | 1724-1803 | mede geconstitueerd grietman, tevens grietman van Oldehove en Niehove, later overrichter van Ten Post |
| 1750 - 1796  | dr. Hendrik Willem Hoving            |           | geconstitueerd grietman, tevens geconstitueerd richter van Wirdum                                     |
| 1759         | Jan Gerhard Geertsema                |           | tevens richter van Westerdijkshorn                                                                    |
| 1769 - 1775  | jonker Jan Willem Hendrik van Rossum |           | grietman van Niehove en De Kampen                                                                     |
| 1782 - 1783  | Scato Gockinga, J.U.D.               |           | geconstitueerd grietman                                                                               |
| 1788 - 1795  | Joh. Adr. Meurs                      |           | geconstitueerd grietman                                                                               |
| 1796 - 1803  | Robert Keuchenius Driessen           |           | richter van De Kampen                                                                                 |